# Limenitis gerona
Limenitis gerona är en fjärilsart som beskrevs av William Chapman Hewitson 1867. Limenitis gerona ingår i släktet Limenitis och familjen praktfjärilar. Inga underarter finns listade i Catalogue of Life.